# Experience Hendrix: The Best of Jimi Hendrix
Experience Hendrix: The Best of Jimi Hendrix är ett samlingsalbum över Jimi Hendrix musik mellan åren 1966 och 1970. Albumet släpptes i Europa 1997 och i Nordamerika året efter.

## Låtlista
Alla låtar skrivna av Hendrix om inget annat anges
1. "Purple Haze" – 2:52
2. "Fire" – 2:43
3. "The Wind Cries Mary" – 3:20
4. "Hey Joe"  (Roberts) – 3:30
5. "All Along the Watchtower"  (Dylan) – 3:59
6. "Stone Free" – 3:36
7. "Crosstown Traffic" – 2:19
8. "Manic Depression" – 3:42
9. "Little Wing" – 2:25
10. "If 6 Was 9" – 5:34
11. "Foxy Lady" – 3:19
12. "Bold As Love" – 4:11
13. "Castles Made of Sand" – 2:47
14. "Red House" – 3:50
15. "Voodoo Child (Slight Return)" – 5:12
16. "Freedom" – 3:25
17. "Night Bird Flying" – 3:50
18. "Angel" – 4:22
19. "Dolly Dagger" – 4:45
20. "The Star Spangled Banner" (Key, Smith) – 3:46 [Inspelad live på Woodstock]

- Låtarna 1 - 15 framförs av The Jimi Hendrix Experience.
- Låt 1,2,3,4,6,8,11 och 14 kommer från skivan Are You Experienced?.
- Låt 9,10,12 och 13 kommer från albumet Axis: Bold as Love.
- Låt 5,7 och 15 kommer från skivan Electric Ladyland.
- Låt 16,17,18 och 19 kommer från albumet First Rays of the New Rising Sun.
- Låt 20 kommer från skivan Live at Woodstock.